# Empoli FC
Empoli FC este un club de fotbal din Empoli, Italia, care evoluează în Serie B.

## Lotul actual
La 14 august 2025.
| Nr. |         | Poziție | Jucător                                       |
| --- | ------- | ------- | --------------------------------------------- |
| 1   | Italia  | P       | Samuele Perisan                               |
| 2   | Italia  | F       | Marco Curto                                   |
| 6   | Italia  | M       | Duccio Degli Innocenti                        |
| 7   | Italia  | M       | Salvatore Elia                                |
| 8   | Italia  | M       | Luca Belardinelli                             |
| 9   | Italia  | A       | Pietro Pellegri (împrumutat de la Torino)     |
| 10  | România | M       | Rareș Ilie (împrumutat de la Nice)            |
| 11  | Albania | A       | Stiven Shpendi                                |
| 12  | Italia  | P       | Federico Brancolini                           |
| 14  | Spania  | M       | Gerard Yepes                                  |
| 15  | Gambia  | F       | Joseph Ceesay                                 |
| 21  | Italia  | P       | Andrea Fulignati (împrumutat de la Cremonese) |
| 24  | Nigeria | F       | Tyronne Ebuehi                                |

| Nr. |           | Poziție | Jucător                                       |
| --- | --------- | ------- | --------------------------------------------- |
| 25  | Italia    | F       | Lorenzo Ignacchiti                            |
| 27  | Italia    | F       | Brando Moruzzi (împrumutat de la Juventus)    |
| 28  | Italia    | F       | Gabriele Indragoli                            |
| 29  | Italia    | F       | Lorenzo Tosto                                 |
| 32  | Elveția   | M       | Nicolas Haas                                  |
| 34  | Italia    | F       | Gabriele Guarino                              |
| 37  | Polonia   | M       | Iwo Kaczmarski                                |
| 39  | Italia    | M       | Andrea Sodero                                 |
| 41  | Danemarca | M       | Ank Asmussen                                  |
| 70  | Italia    | M       | Edoardo Saporiti                              |
| 79  | Argentina | F       | Franco Carboni (împrumutat de la Inter Milan) |
| 89  | Italia    | A       | Thomas Campaniello                            |
| 90  | Italia    | A       | Ismael Konate                                 |

## Jucători notabili
Jucători cu selecții internaționale, apariții la Jocurile Olimpice sau 100 de apariții în campionat cu Empoli.
- Etrit Berisha
- Ardian Ismajli
- Stiven Shpendi
- Kristjan Asllani
- Elseid Hysaj
- Nedim Bajrami
- Frédéric Veseli
- Mark Bresciano
- Vince Grella
- Emílson Cribari
- Jorge Vargas
- Igor Budan
- Ignazio Abate
- Daniele Adani
- Marco Borriello
- Raoul Bortoletto
- Luca Bucci
- Antonio Buscè
- Andrea Coda
- Dario Dainelli (tineret)
- Antonio Di Natale
- Éder
- Sebastian Giovinco
- Massimo Maccarone
- Claudio Marchisio
- Vincenzo Montella
- Andrea Raggi
- Tommaso Rocchi
- Luca Saudati
- Luciano Spalletti
- Francesco Tavano
- Luca Toni
- Ighli Vannucchi
- Piotr Zieliński
- Samuel Mráz
- Zlatko Dedić
- Johnny Ekström
- Marcelo Zalayeta

## Antrenori
- Antonio Vojak (1937–39)
- Enrico Colombari (1939–40)
- Sergio Cervato (1968–70)
- Sergio Castelletti (1971–72)
- Renzo Ulivieri (1972–76)
- Bruno Giorgi (1976–77)
- Vincenzo Guerini (1983–85)
- Luigi Simoni (1988–89)
- Vincenzo Montefusco (1989–91)
- Francesco Guidolin (1991–92)
- Adriano Lombardi (1993–94)
- Luciano Spalletti (1995–98)
- Luigi Delneri (1998)
- Mauro Sandreani (1998–99)
- Corrado Orrico (1998–99)
- Elio Gustinetti (1999–2000)
- Silvio Baldini (2000–03)
- Mario Somma (2004–06)
- Luigi Cagni (2006–07)
- Alberto Malesani (2007–08)
- Luigi Cagni (2008)
- Silvio Baldini (2008–09)
- Salvatore Campilongo (2009–10)
- Alfredo Aglietti (2010–11)
- Giuseppe Pillon (2011)
- Guido Carboni (2011–12)
- Alfredo Aglietti (2012)
- Maurizio Sarri (2012–15)
- Marco Giampaolo (2015–16)
- Giovanni Martusciello (2016–17)
- Vincenzo Vivarini (2017)
- Aurelio Andreazzoli (2017–18)
- Giuseppe Iachini (2018–19)
- Aurelio Andreazzoli (2019)
- Cristian Bucchi (2019)
- Roberto Muzzi (2019–20)
- Alessio Dionisi (2020–21)
- Aurelio Andreazzoli (2021–22)
- Paolo Zanetti (2022–23)
- Aurelio Andreazzoli (2023–24)
- Davide Nicola (2024–prezent)